# Шварценбергплац
Шварценбергплац је трг у Бечу, који пролази између Кернтнер Ринга, дела Рингштрасе и Лотрингерштрасе. Идући на југ, улица Шварценбергштрасе постаје Шварценбергплац након што прође Кернтнер Ринг.
Шварценбергплац се продужава према истоку док не постане улица Ренвег пролазећи поред познатог парка Белведере и Палате Шварценберг. На тргу се налази коњичка статуа аустријског фелдмаршала Карла Филипа, принца од Шварценберга, који се борио у Наполеоновим ратовима.

## Историја
До средине 19. века већи део површине данашњег трга Шварценберг заузимале су бечке градске зидине. Након рушења градских зидина од 1858. до 1863. године, ови простори су постали доступни за изградњу. Године 1861, цар Франц Јозеф наредио је изградњу споменика Шварценбергу у знак сећања на победоносног команданта Битке код Лајпцига 1813. Карла Филипа, принца од Шварценберга. Статуу принца као коњаника је у октобру 1867. извајао Ернст Хенел.
У августу 1945, одмах по завршетку Другог светског рата, Црвена армија је подигла Ратни споменик (сада популарно назван Руски споменик) иза фонтане Хохштралбрунен. До 1955. године ту је био смештен совјетски тенк Т-34. Током Савезничке управе над Аустријом, јужни део трга је 12. априла 1946. преименован у Стаљинов трг, а овај назив је званично важио до 18. јула 1956. године. „Дом индустрије“, тада Стаљинов трг број 4, био је седиште Савезничког савета четири окупационе силе до 1955. године.
2003. и 2004. године, Шварценбергов трг је редизајнирао шпански архитекта Алфредо Арибас и опремио га утонулим светлосним елементима који представљају различите светлосне ефекте. У току реструктурирања уклоњено је оно мало зелених површина које су до тада постојале.
Испод трга Шварценберг протиче река Вин и линија У4 бечког метроа. Некада се под тргом налазио Цвинбург, склоништае за бескућнике који су се скривали у каналима бечке канализације.

## Саобраћај
Убрзо након изградње, Шварценбергплац је постао важно саобраћајно чвориште. Одавде су 1873. године ишле линије коњског трамваја до Фаворитена и Санкт Маркса. Године 1901. линија која је водила до Санкт Маркса продужена је до Средишњег бечког гробља и убрзо потом је електрифицирана. Трамвајска линија број 71 на овој траси саобраћа од 1907. године. Проширена је у децембру 2012. од Шварценбергплаца преко Рингштрасе до Шотенринга у Бечке Берзе.
Шварценбергплац такође опслужује трамвајска линија Д, од центра града преко Главне железничке станице (источна страна), до Абсберггасе у Фаворитену. 
Што се тиче друмског саобраћаја, Ренвег почиње на југоисточном крају Шварценбергплаца, бечког историјског пута у правцу Братиславе и Будимпеште. Југозападно од трга, Принц-Еуген-Штрасе се одваја до Белведереа и Гиртла. У средини трга прелази Лотрингерштрасе, веза од Карлсплаца до Градског парка. На северном крају трга, Кернтнер Ринг и Шубертринг чине делове обилазнице (ринга) која окружује историјски центар града.